# Hydrellia trichaeta
Hydrellia trichaeta är en tvåvingeart som beskrevs av Cresson 1944. Hydrellia trichaeta ingår i släktet Hydrellia och familjen vattenflugor. Inga underarter finns listade i Catalogue of Life.